# Tizen
Tizen è un progetto di sistema operativo open source per dispositivi mobili basato su Linux sponsorizzato dalla Linux Foundation e dalla LiMo Foundation, ma utilizzato e sviluppato principalmente da Samsung Electronics.
Il progetto è stato originariamente concepito come una piattaforma basata su HTML5 per dispositivi mobili per il successo di MeeGo.  Samsung ha unito il suo precedente sforzo di sistema operativo basato su Linux, Bada, in Tizen e da allora lo ha utilizzato principalmente su piattaforme come dispositivi indossabili e smart TV.
Gran parte di Tizen è un software open source, sebbene il Software development kit contenga componenti chiuse di proprietà di Samsung, e parti del sistema operativo sono concesse in licenza con Flora License, un derivato dell'Apache License 2.0 che concede una licenza di brevetto solo a "piattaforme certificate Tizen".

## Storia
Il progetto Tizen è stato costituito dalla Linux Foundation nel 2011 come successore di MeeGo, un altro sistema operativo mobile basato su Linux, con il suo principale sostenitore Intel a cui si unisce a Samsung Electronics, nonché Access Co., NEC Casio, NTT DoCoMo, Panasonic Mobile, SK Telecom, Telefónica e Vodafone come partner commerciali. Tizen sarebbe progettato per utilizzare applicazioni HTML5 ed è indirizzato a piattaforme mobili e incorporate come netbook, smartphone, tablet, smart TV e sistemi di intrattenimento in auto. La compagnia telefonica statunitense Sprint Corporation (che era un sostenitore di MeeGo) è entrata a far parte della Tizen Association nel maggio del 2012. Il 16 settembre 2012, Automotive Grade Linux ha annunciato l'intenzione di utilizzare Tizen come base della sua distribuzione di riferimento.
Il 9 gennaio 2012 sul sito del progetto vengono pubblicati codici sorgenti, software development kit (SDK) e documentazione. Viene così dato il via allo sviluppo aprendo anche delle Mailing List per gli sviluppatori. Nel gennaio 2013, Samsung ha annunciato l'intenzione di rilasciare più telefoni basati su Tizen quell'anno. Nel febbraio 2013, Samsung ha unito il suo sistema operativo Bada in Tizen. Nell'ottobre 2013 è stato rilasciato il primo tablet Tizen di Systena, (il tablet faceva parte di un kit di sviluppo esclusivo del Giappone). 
A fine 2013 esce la prima fotocamera Samsung con Tizen, la NX300M.
Nel 2014 il gruppo sudcoreano ha abbandonato l'uso di Android Wear per i propri smartwatch e inizia ad usare Tizen, Samsung ha rilasciato il Samsung Gear 2 che utilizzava un sistema operativo basato su Tizen e non più su Android, come aveva fatto il suo predecessore il Samsung Galaxy Gear, che a maggio del 2014 fu aggiornato a Tizen.
Il 14 maggio 2014, è stato annunciato che Tizen avrebbe integrato il supporto a Qt. Questo progetto è stato abbandonato nel gennaio 2017.
Dal 2015 è stato impiegato su alcune Smart TV Samsung e inizia ufficialmente ad utilizzarlo sui propri smartwatch, facendolo diventare nel 2017 il secondo OS per indossabili più diffuso al mondo (Watch OS al 57%, Tizen al 19% e Android Wear al 18%). A maggio 2017 viene annunciato il Samsung Z4, uno smartphone base di gamma, primo ad avere la versione 3.0 di Tizen..
Il 21 febbraio 2016, Samsung ha annunciato Samsung Connect Car, una soluzione per auto connessa che offre servizi diagnostici, Wi-Fi e altri servizi connessi all'auto. Il dispositivo si collega direttamente alla porta OBD-II sotto il volante.
Il 16 novembre 2016, Samsung ha dichiarato che avrebbe collaborato con Microsoft per portare il supporto .NET Core a Tizen.
A marzo 2019, secondo la ricerca di Strategy Analytics, circa il 21% delle smart TV vendute nel 2019 funziona sulla piattaforma Tizen che la rende la piattaforma di smart TV più popolare.
Samsung ha confermato il supporto al sistema operativo Tizen per le smart TV a partire dai modelli del 2024 (e alcuni del 2023) per sette anni, confermando questo OS sulla TV. Nel mondo degli smartwarch, invece, il supporto è stato interrotto: il 31 maggio non sarà più possibile scaricare contenuti dallo store e il 30 novembre verrà chiuso il download. 

## Caratteristiche

Tizen e le distribuzioni di software mobile a cui è correlato

Deriva da LiMo e MeeGo, che derivava a sua volta dalla combinazione di due sistemi operativi per dispositivi mobili: Maemo, sviluppato da Nokia, e Moblin, creato da Intel. Sarà il sostituto di MeeGo per gli operatori del settore mobile, e molte delle persone coinvolte in questo progetto saranno coinvolte in Tizen; tuttavia, il codice di Meego rimarrà disponibile per tutti i membri della community che desidereranno utilizzarlo o svilupparlo. Sarà basato su HTML5 ed altri standard web e progettato per l'utilizzo su tablet, netbook, cellulari, Smart TV e sistemi a bordo di veicoli. L'attuale team di sviluppo è guidato da persone di Intel e Samsung che affermano che lo sviluppo rimarrà completamente aperto.

## Controversie
Il 3 aprile 2017, Vice ha riferito sul suo sito Web "Motherboard" che Amihai Neiderman, un esperto di sicurezza israeliano, ha trovato più di 40 vulnerabilità zero-day nel codice di Tizen, consentendo agli hacker di accedere in remoto a una vasta gamma di prodotti Samsung attuali che eseguono Tizen, come Smart TV e telefoni cellulari. Solo dopo che l'articolo è stato pubblicato, Samsung (che Neiderman ha provato a contattare mesi prima) lo ha contattato per dare seguito al rapporto.

## Panoramica delle versioni
| Versione principale | Data di rilascio  | Nome in codice | Cambiamenti rilevanti |
| ------------------- | ----------------- | -------------- | --- |
| 1.0                 | 30 aprile 2012    | Larkspur       | Prima versione Questa versione offre nuove funzionalità e altri miglioramenti, inclusi i seguenti aggiornamenti all'SDK: - Simulatore: un nuovo strumento basato su browser che supporta le API Tizen e consente di eseguire ed eseguire il debug delle applicazioni Web e simulare l'esecuzione di applicazioni con vari profili di dispositivo. - IDE: i miglioramenti includono una maggiore flessibilità riguardo ai modelli e agli strumenti di debug. - Emulatore: prestazioni dell'emulatore significativamente migliorate tramite Intel Hardware Acceleration Manager per Windows e accelerazione OpenGL per Linux. Gli aggiornamenti al codice sorgente della piattaforma includono: - Web: supporto per funzionalità aggiuntive della specifica W3C / HTML5 - Posizione: supporto per POI (punto di interesse) e ricerca del percorso - Connettività: funzionalità chiave Wi-Fi Direct aggiunte |
| 2.0 alpha           | 25 settembre 2012 | Magnolia       | - Framework Web avanzato che fornisce un migliore supporto API HTML5 / W3C e più API per dispositivi Tizen - Runtime Web basato su Webkit2 multi-processo che offre maggiore sicurezza e affidabilità per le applicazioni Web - Funzionalità HTML5 avanzate come sottotitoli e sottotitoli video, API di stato della batteria, API di orientamento dello schermo, <keygen> e <dettagli> e altro - Nuove API per dispositivi Tizen per trasferimento file, notifiche e controllo dell'alimentazione - IDE e SDK avanzati per lo sviluppo di applicazioni Web - Installa il supporto gestore per l'installazione di rete basata su istantanee - Supporto avanzato per OpenGL ES - Nuovo Platform SDK che aiuta lo sviluppo della piattaforma basato su OBS |
| 2.0                 | 18 febbraio 2013  | Magnolia       | - Notifiche push, e sintesi vocale. - Framework Web avanzato che fornisce il supporto API HTML5 / W3C all'avanguardia - Framework dell'interfaccia utente Web, incluso il supporto a schermo intero e multi-finestra - API aggiuntive del dispositivo Tizen, come il supporto Bluetooth e NFC e accesso al calendario del dispositivo, alla cronologia delle chiamate e ai sottosistemi di messaggistica - Framework Web Runtime che supporta nuovi elementi di configurazione per specificare le funzionalità e i privilegi richiesti e fornire l'ambiente di runtime di base per i plug-in NPRuntime - Framework nativo che supporta lo sviluppo di applicazioni complete e che offre una varietà di funzionalità come applicazioni in background, IP Push e TTS (sintesi vocale) - Applicazioni di riferimento native e di base tra cui Calendario, Contatti, Galleria, Telefono, Impostazioni e Lettore video - IDE Web avanzato che fornisce ambiente di progettazione WYSIWYG, ispettore JavaScript basato su Chrome e visualizzatore di log JavaScript - IDE nativo che fornisce una procedura guidata di progetto, un ambiente di progettazione WYSIWYG, uno strumento di unit test e un analizzatore dinamico |
| 2.1                 | 18 maggio 2013    | Nectarine      | - Framework Web avanzato che offre state-of-the-art di supporto HTML5/W3C API comprese le nuove funzioni, come ad esempio Content Security Policy 1.0 e Timing di navigazione, e gli aggiornamenti delle specifiche rilevanti- - Framework Web DynamicBox runtime supporta l'embedding di Web DynamicBox in applicazioni viewer-like (ad esempio, l'applicazione schermata iniziale). - Web Enhanced IDE offre un ambiente di progettazione WYSIWYG, Chrome-based JavaScript ispettore, e JavaScript log viewer. - IDE Native fornendo un wizard di progetto, ambiente WYSIWYG di progettazione, strumento di test di unità, e analizzatore dinamico. |
| 2.2                 | 21 luglio 2013    |                | - Modifiche all'interfaccia utente e alla UX come il supporto per le chiavi H / W. |
| 2.3 Alpha           | 3 giugno 2014     |                | - Miglioramento delle prestazioni e webkit più leggero nonché aggiornamento della versione di webkit - Funzioni BT LE per la connettività dei dispositivi indossabili come privacy e ruolo periferico |
| 2.3                 | 8 novembre 2014   |                | - DK integrato basato su profili multi-dispositivo: supporta sia dispositivi mobili che dispositivi indossabili con un singolo SDK - Nuove API native per applicazioni native, in sostituzione della precedente API nativa Tizen 2.2.1 - API per dispositivi Web estese come API per il monitoraggio delle attività umane, API per sensori, ecc - Framework UI Web migliorato per le prestazioni (jQM -> pure JS) - Analizzatore dinamico migliorato per aiutare a trovare colli di bottiglia delle prestazioni, bug e altri buchi monitorando con precisione l'esecuzione della tua app |
| 2.4                 | 22 ottobre 2015   |                | Tizen 2015 UX - Rich winsets e stili ricchi - Nuove app di riferimento Tizen (come browser, lettore musicale e calendario) Nuove caratteristiche: - Criterio di background dell'applicazione per limitare le risorse della CPU per i processi dell'applicazione in background - Application Resource Manager per supportare le applicazioni per più risoluzioni dello schermo - Servizio mappe per supportare geocodice, individuazione dei luoghi e calcolo del percorso - Sync Manager per pianificare il tempo di accesso al server affinché le applicazioni possano sincronizzare i dati tra un server e un dispositivo - Service Adapter (per Cloud Storage) per accedere a un archivio remoto come dispositivo locale - DALi per un rendering leggero basato su OpenGL ES - Smartcard e NFC HCE (Host Card Emulation) supportano per facilitare un servizio di pagamento mobile - Sicurezza applicata - Sono state aggiunte oltre 3.000 nuove API, come IME (metodo di input), visione multimediale, sistema di eventi e controllo vocale |
| 3.0                 | 18 gennaio 2017   |                | Principali modifiche - Supporto per il multi-utente nel filesystem. - Migliorata la gestione energetica. - Aggiunto supporto delle API per IR dei dispositvi, USB Host, Stato della batteria, Controllo della frequenza della CPU e aggiunto l'EventHandler per modifiche apportate allo storage. - Migliorato supporto per i18n. - Aggiunta possibilità di installare applicazioni per i singoli utenti o globalmente. - Avvio delle applicazioni in background. - Aggiunta la possibilità di rispondere alle notifiche direttamente dal tray. - Possibilità di avere pià widget per una singola applicazione. - Sostituito l'x-server con Wayland. |
| 4.0                 | 31 maggio 2017    |                | |
| 5.0                 | 31 maggio 2018    |                | |
| 5.5                 | 31 maggio 2019    |                | |
| 6.0                 | 31 maggio 2020    |                | |
| 6.5                 | 31 maggio 2021    |                | |
| 7.0                 | 31 maggio 2022    |                | |
| 8.0                 | 31 maggio 2023    |                | |
| 9.0                 | 31 maggio 2024    |                | |

## Dispositivi compatibili

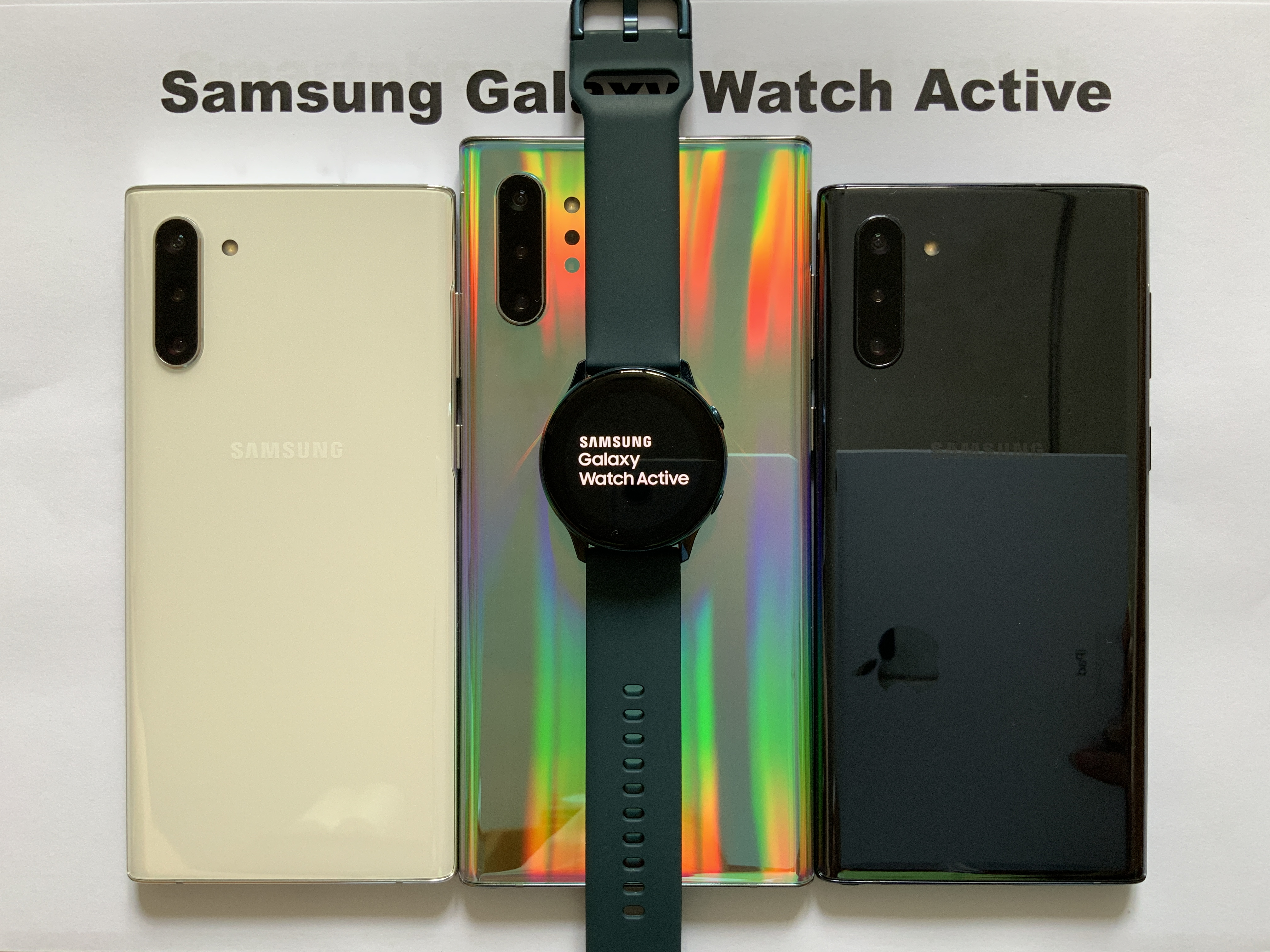
Samsung Galaxy Watch Active con Tizen in esecuzione

- Samsung Galaxy Gear
- Samsung Gear S
- Samsung Gear S2
- Samsung Gear S3
- Samsung Gear 2
- Samsung Gear Fit 2
- Samsung Gear Fit
- Samsung Gear Fit 2 Pro
- Samsung Gear Sport
- Samsung Galaxy Watch
- Samsung Galaxy Watch Active
- Samsung Galaxy Watch Active 2
- Samsung Galaxy Watch 3

### Videocamera

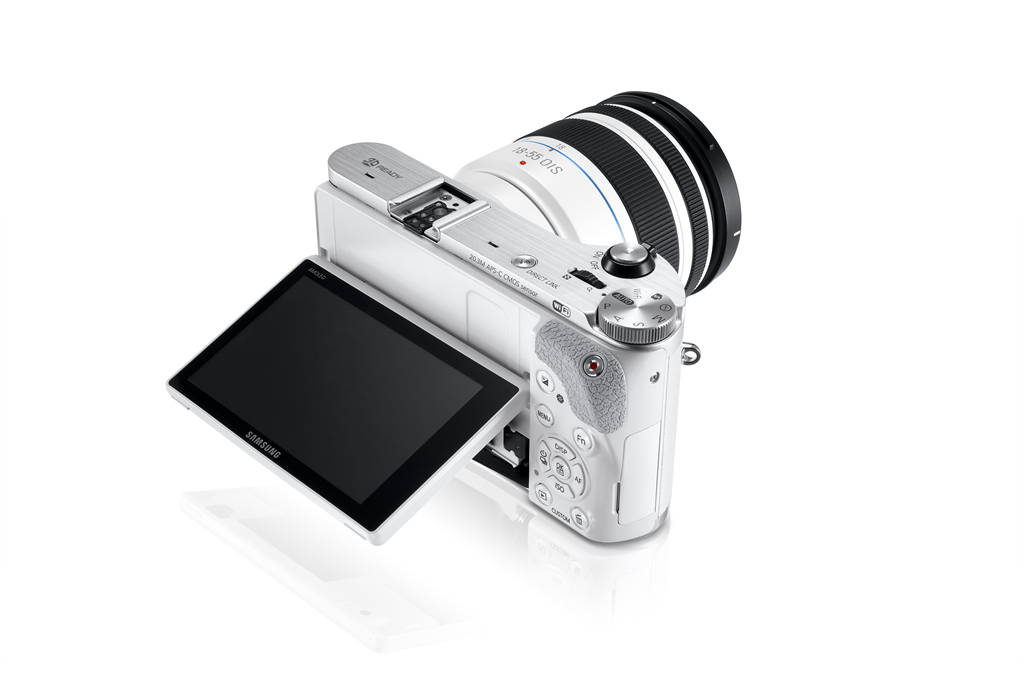
Videocamera NX300 con Tizen

- Samsung NX200
- Samsung NX300
- Samsung NX1

### Smartphone
- Samsung Z
- Samsung Z1
- Samsung Z2
- Samsung Z3
- Samsung Z4
- Smart TV prodotte da Samsung
- Smart TV prodotte da Inno-Hit

### Apparecchio
- Family Hub 3.0 Refrigerator [senza fonte]

### Controller da parete a LED
- SBB-SNOWJ3U[43]

## Tizen App Store
Il 3 maggio 2013 è stato annunciato tramite Twitter che lo store di applicazioni per Tizen è aperto. Ora si possono pubblicare le app per il controllo qualità.
Il 1 gennaio 2022 il Tizen App Store viene definitivamente chiuso per i nuovi iscritti. Gli utenti già iscritti potranno ancora scaricare ed installare le app acquistate in precedenza, ma non potranno installare nuove app.
Il sito ufficiale del Tizen App Store risulta irraggiungibile.